# Walker Zimmerman
Walker Zimmerman (Lawrenceville, 19 mei 1993) is een Amerikaans voetballer die bij voorkeur als centrale verdediger speelt. Hij debuteerde in 2013 in het betaald voetbal in het shirt van FC Dallas.

## Clubcarrière
Zimmerman werd als zevende gekozen in de MLS SuperDraft 2013 door FC Dallas. Op 11 mei 2013 maakte hij als invaller tegen DC United zijn competitiedebuut. Zijn eerste doelpunt maakte hij op 23 juni 2013 tegen Sporting Kansas City. Het was tevens een belangrijk doelpunt aangezien het in de negentigste minuut gemaakt werd en het voor een 2-2 eindstand zorgde. In zijn eerste seizoen speelde hij in zeven competitiewedstrijden waarin hij twee doelpunten maakte.
2 Munjoma ·
3 Martínez ·
4 Bressan ·
5 Quignón ·
6 Cerrillo ·
7 Obrien ·
8 Acosta ·
9 Ferreira ·
10 Ricaurte ·
11 Schön ·
12 Hollingshead ·
14 Burgess ·
16 Pepi ·
17 Vargas ·
18 Servania ·
19 Pomykal ·
20 Maurer ·
21 ElMedkhar ·
22 Twumasi ·
24 Hedges ·
25 Smith ·
26 Nelson ·
28 Redžić ·
29 Jara ·
30 Zobeck ·
31 Sealy ·
32 Che ·
80 Hernandez ·
99 Megiolaro ·
Coach: Gonzalez
· Assistent-coach: Luccin
1 Turner ·
2 Dest ·
3 Zimmerman ·
4 Adams  · 
5 Robinson ·
6 Musah ·
7 Reyna ·
8 McKennie ·
9 Ferreira ·
10 Pulisic ·
11 Aaronson ·
12 Horvath ·
13 Ream ·
14 De la Torre ·
15 Long ·
16 Morris ·
17 Roldan ·
18 Moore ·
19 Wright ·
20 Carter-Vickers ·
21 Weah ·
22 Yedlin ·
23 Acosta ·
24 Sargent ·
25 Johnson ·
26 Scally ·
Coach: Berhalter